# Under the Mistletoe
Under the Mistletoe는 저스틴 비버의 크리스마스 음반이자 두번째 정규 음반으로, 2011년 발매되었다.